# الكويت في بطولة العالم لألعاب القوى 2019
تنافست الكويت في بطولة العالم لألعاب القوى 2019 في الدوحة، قطر، من 27 سبتمبر إلى 6 أكتوبر 2019.

## النتيجة
- ملاحظة – الترتيب في سباقات المضمار يُعطى حسب الجولة كاملة
- Q = تأهل إلى الجولة التالية
- q = تأهل إلى الجولة التالية كأفضل خاسر أو، في مسابقات الميدان، بالتأهل حسب الترتيب دون تحقيق المعيار المطلوب
- NR = رقم قياسي وطني
- GR = رقم قياسي للألعاب
- PB = أفضل رقم شخصي
- SB = أفضل رقم في الموسم
- DNF = لم يُكمل السباق
- DNS = لم يبدأ السباق
- NM = بدون نتيجة
- N/A = الجولة غير مطبقة لهذا الحدث
- Bye = غير مطالب بالمشاركة في هذه الجولة

### الرجال
سباقات المضمار والطريق
| الرياضي      | الحدث         | التصفية | التصفية | نصف النهائي | نصف النهائي | النهائي  | النهائي  |
| الرياضي      | الحدث         | النتيجة | الترتيب | النتيجة     | الترتيب     | النتيجة  | الترتيب  |
| ------------ | ------------- | ------- | ------- | ----------- | ----------- | -------- | -------- |
| يوسف كرم     | 400 متر       | 45.74   | 4 q     | DNF         | DNF         | لم يتأهل | لم يتأهل |
| يعقوب اليوحة | 110 متر حواجز | 13.43   | 4 Q     | 13.57       | 4           | لم يتأهل | لم يتأهل |